# Forschungsstelle für Planungs-, Verkehrs-, Technik- und Datenschutzrecht

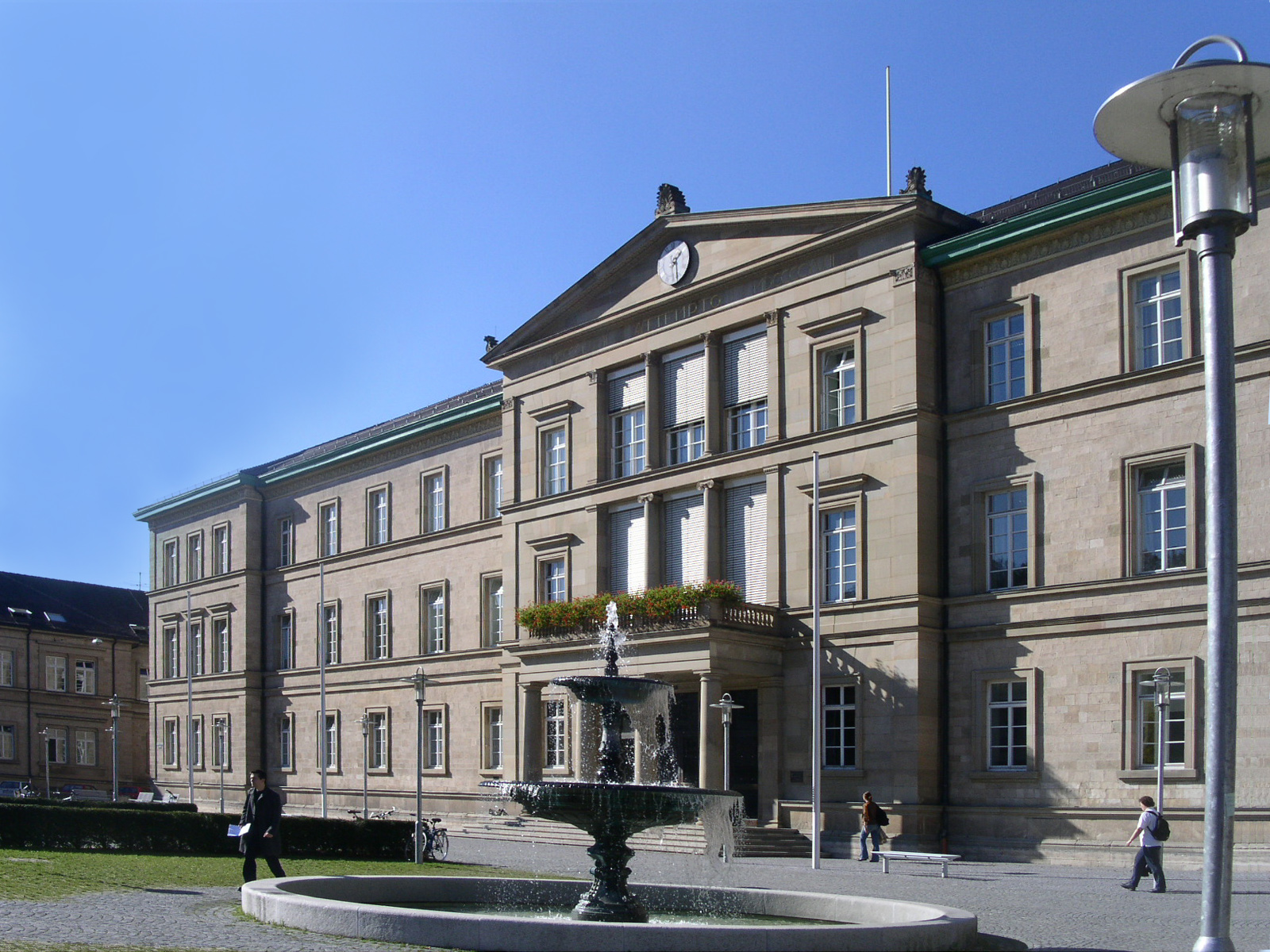
Neue Aula Tübingen

Die Forschungsstelle für Planungs-, Verkehrs-, Technik- und Datenschutzrecht war eine Forschungseinrichtung, angesiedelt an der Juristischen Fakultät der Eberhard Karls Universität Tübingen.
Sie wurde von Michael Ronellenfitsch, emeritierter Professor und Hessischer Datenschutzbeauftragter, geleitet.

## Geschichte
Die eisenbahnbezogenen Aufgaben der Forschungsstelle wurden zunächst unter der Leitung Willi Blümels am Deutschen Forschungsinstitut für öffentliche Verwaltung Speyer durchgeführt. Im Jahr 2000 wurden sie von der Forschungsstelle übernommen. Sie führte bis 2008 die Bezeichnung Forschungsstelle für Planungs-, Verkehrs- und Technikrecht.

## Aufgaben
Aufgabe der Forschungsstelle war die Forschung in den Rechtsgebieten Bauplanungsrecht, Fachplanungsrecht (insbesondere im Zusammenhang mit der Planung von Straßen, Eisenbahntrassen und luftverkehrsrechtlichen Planungen), Verkehrsrecht und Datenschutzrecht mit ihren nationalen und internationalen Bezügen. Die Forschungsstelle bestand noch vier Jahre nach der Emeritierung von Ronellenfitsch im April 2013.

## Eisenbahnrechtliche Tagung
Jährlich findet die Tagung Aktuelle Probleme des Eisenbahnrechts statt. Diese wurde in Tübingen von der Forschungsstelle, der Bundesnetzagentur und dem Eisenbahn-Bundesamt veranstaltet. Die Tagungsreihe wird weitergeführt und findet heute in Kooperation mit der Universität Regensburg statt.
Das Fachpublikum kommt aus dem In- und Ausland. Es besteht unter anderem aus leitenden Mitarbeitern der beteiligten und anderen Behörden, aus Wissenschaftlern, Rechtsanwälten, Vertretern von Infrastruktur- und Verkehrsunternehmen und von Fahrzeugherstellern. Aus diesem Kreis werden auch die Referenten gewonnen.
Die Tagung beschäftigt sich vor allem mit rechtlichen, aber auch politischen und technischen Fragestellungen. Die Tagungsbeiträge werden in der Schriftenreihe Schriften zum Planungs-, Verkehrs- und Technikrecht unter dem Titel Aktuelle Probleme des Eisenbahnrechts veröffentlicht.